# Rialto, biograf

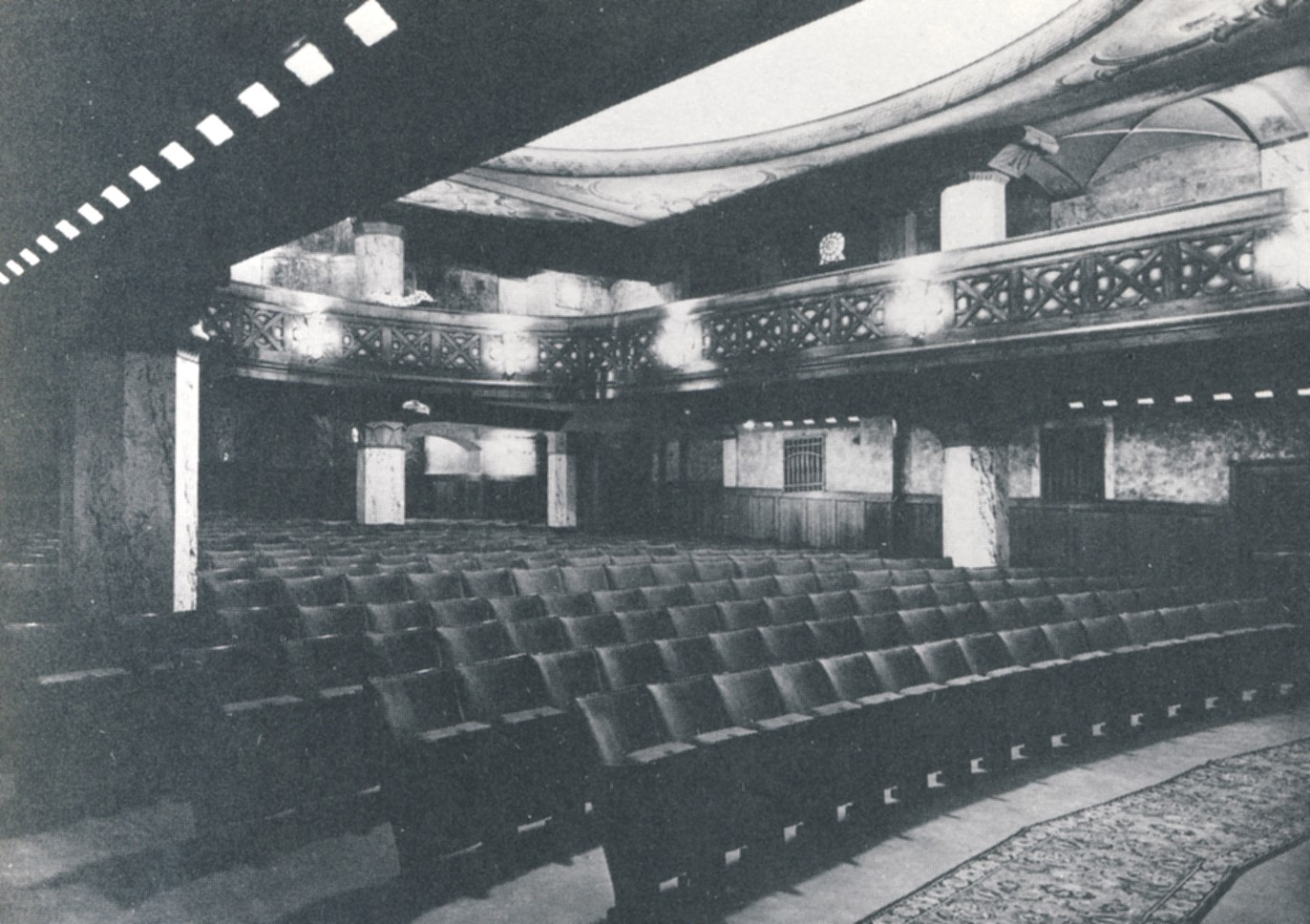
"Rialtos" salong 1920-tal

Rialto var namnet på en biograf och ett musikcafé som låg i hörnet Sveavägen och Odengatan i Stockholm. Efter 1965 ändrades namnet till Nya Rialto. Biografen öppnade 1921 och lades ner 1986.
Både biografen och caféet drevs av företaget Hansson & Co och startade sin verksamhet den 10 mars 1921. Rialto hade 496 platser, varav 126 fanns på läktaren. Ansvarig arkitekt för anläggningen var Ivar Engström.  År 1922 gick Hansson & Co i konkurs och biografen såldes till norrmannen Odd Biörnstad (grundare av Ri-Teatrarna). Tillsammans med några andra filmteatrar som Biörnstad förvärvade 1930 blev Rialto starten för biografkedjan Ri-Teatrarna. 
Rialto genomgick flera renoveringar, den sista under 1960-talet, då biografen fick bekvämare fåtöljer och antalet platser minskades till 292.  I samband med det ändrades namnet till "Nya Rialto". 1983 övertogs "Nya Rialto" liksom alla andra Ri-Teatrarna av Europafilm som sålde 1984 till Svensk Filmindustri. Den 19 maj 1986 upphörde all biografverksamhet och Rialto lades ner.
Teater Pero drev scenen 1993-2020. I juli 2020 tog Teaterverket över ägandeskapet av lokalen och driver idag en verksamhet med föreställningar av föreningens medlemmar och gästspel.